# 雙重提名
雙重提名（dual candidacy，或稱「重複登記（提名）」）設定，即候選人同時參選單一選區及名列政黨比例代表名單，一旦在單一選區獲勝，就從政黨比例代表名單中剔除、順位遞補；若落選可依政黨得票分配席次「敗部復活」。不論德國式的聯立制或日本式的並立制，均有這項制度存在。

## 日本
日本則多了「惜敗率」的運用，其公式：該單一選區落選者得票數除以該單一選區當選者得票數。政黨可將不同單一選區候選人在名單中排同一優先順位，以單一選區落選但惜敗率高者取得席次。2000年起的眾議院選舉規定如果低於有效票數10%，為選舉保證金歸還的門檻，將宣布直接落選，無法復活當選。如果因為提名人數過少致席位全滿也會根據席次分配方法分配給其他政黨。

## 其他

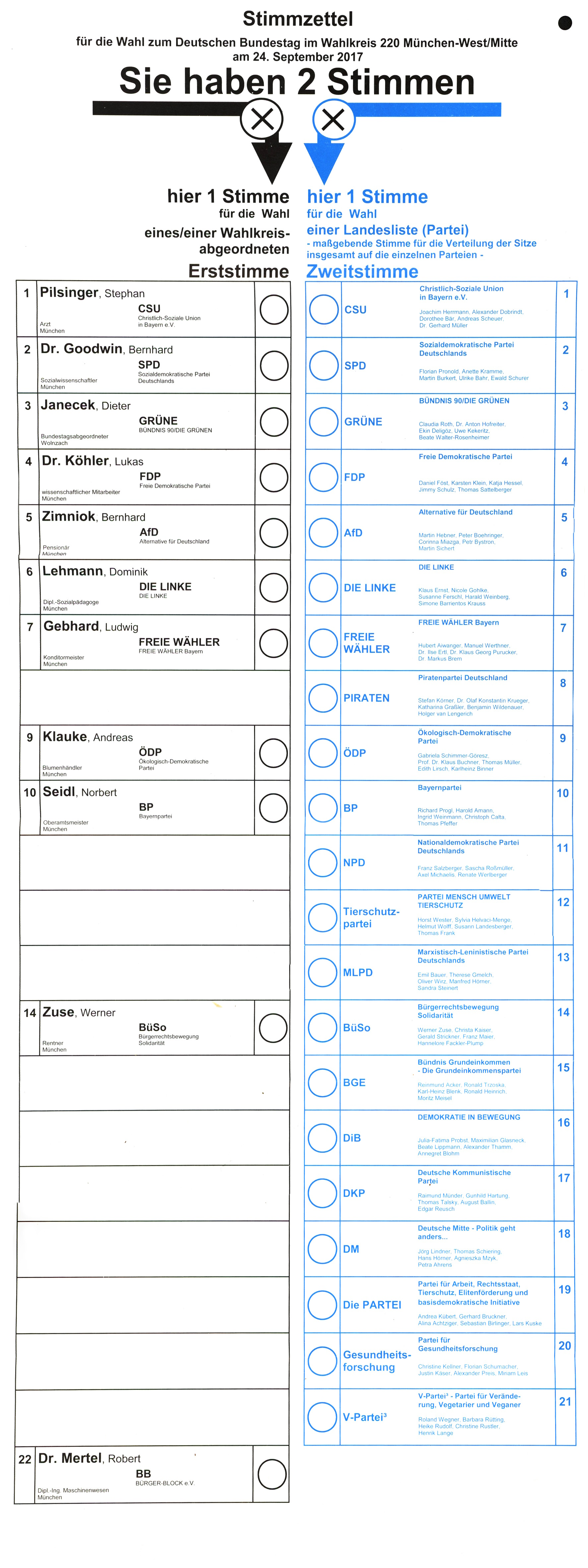
2017年德国联邦议院选举220號選區選票示例，票中區域與比例代表的相同政黨會對齊，左邊的候選人如果落選，可能會因為右邊的所屬政黨表現亮眼而復活當選

德國也採用雙重提名制度，只不過會按順序排，每個候選人數字都不同，另外因為選制為聯立制，地方選區和比例代表當選議席相扣，使用雙重提名可縮小政黨內部關係緊張情形。德國的赫尔穆特·科尔和汉斯-迪特里希·根舍也曾透過這項機制復活當選。
目前中華民國是少數採取並立制卻無雙重提名的國家。

## 可能產生的副作用
- 多餘選票：此情形在日本2005年、2009年和2017年的眾議院發生過。當時作法則根據席次計算方法分配給其他政黨。
- 由於政黨可選擇是否以相同的順序放置重複的候選人，因此經常看到政黨避免以相同的順序放置重複的候選人。
- 不少原本在比例代表制的議員只要符合某次補選條件，便可能參與該補選，勝出後將自身議員身分由比例代表轉到區域。
- 地方沒有名氣的可能比地方呼聲高的議員反而更容易復活當選。

## 另見
- 并立制
- 惜敗率